# 蔚州郡
蔚州郡（ウルチュぐん、ウルジュぐん、韓国語表記：울주군） は、大韓民国蔚山広域市南西部に位置する郡である。郡庁は長らく同市南区にあったが、2017年12月26日に青良面栗里に移転した。

## 歴史

### 蔚山郡(蔚州郡)
- 1895年 - 二十三府制により、東萊府蔚山郡・彦陽郡に改編。
- 1896年 - 十三道制により、慶尚北道蔚山郡・彦陽郡に改編。
- 1906年
  - 熊上面・外南面を梁山郡に編入。
  - 慶州郡外南面を編入し斗北面に改称。
  - 熊下面を熊村面に改称。
- 1910年10月1日 - 斗北面が斗東面と斗西面に分面。 
  - 蔚山郡（19面）: 上府面・下府面・内廂面・江東面・東面・農東面・農西面・峴北面・峴南面・内峴面・凡西面・青良面・温山面・温南面・温北面・西生面・熊村面・斗東面・斗西面
  - 彦陽郡（6面）: 上北面・中北面・下北面・上南面・中南面・三同面
- 1914年
  - 3月1日 - 郡面併合により、蔚山郡・彦陽郡の区域をもって、改めて蔚山郡が発足。（25面）
  - 4月1日 - 面の統合を実施し、府内面・下廂面・江東面・東面・農所面・大峴面・凡西面・青良面・温山面・温陽面・西生面・熊村面・斗東面・斗西面・彦陽面・下北面・上南面・中南面・三同面を管轄。（19面）
    - 上府面・内峴面が合併して府内面が発足。
    - 下府面・内廂面が合併して下廂面が発足。
    - 農東面・農西面が合併して農所面が発足。
    - 峴北面・峴南面が合併して大峴面が発足。
    - 温南面・温北面が合併して温陽面が発足。
    - 上北面・中北面が合併して彦陽面が発足。
    - 三同面の一部が梁山郡下北面に編入。
- 1917年10月1日 - 府内面が蔚山面に改称。（19面）
- 1928年4月1日 - 上南面・下北面が合併して上北面が発足。（18面）
- 1931年
  - 4月1日 - 東面が方魚津面に改称。（18面）
  - 11月1日 - 蔚山面が蔚山邑に昇格。（1邑17面）
- 1933年1月1日 - 三同面・中南面が合併して三南面が発足。（1邑16面）
- 1936年7月1日 - 方魚津面が方魚津邑に昇格。（2邑15面）
- 1945年4月1日 - 大峴面が蔚山邑に編入。（2邑14面）
- 1946年6月1日 - 蔚山邑のうち、旧大峴面の部分を分離・復活。（2邑15面）
- 1962年6月1日（13面）[2]
  - 蔚山邑・方魚津邑・大峴面・下廂面および青良面斗旺里・凡西面の一部（無去里・茶雲里）・農所面の一部（華峰里・松亭里）を蔚山市に昇格・分離。
  - 既存の蔚山郡は蔚州郡に改称。
- 1963年1月1日 - 西生面が東萊郡に編入。（12面）[3]
- 1973年7月1日（12面）
  - 三南面九秀里が彦陽面に編入。
  - 斗西面蘇湖里が上北面に編入。
- 1983年2月15日 - 西生面を梁山郡から返還。（13面）
- 1989年4月1日 - 三南面の一部を三同面として分離。（14面）
- 1991年1月1日 - 蔚州郡を蔚山郡に戻す。（14面）
- 1995年1月1日 - 蔚山郡が蔚山市と合併し、改めて蔚山市が発足。蔚山郡消滅。旧郡域は蔚山市蔚州区となる。[4]

### 蔚山市蔚州区
- 1995年
  - 1月1日 - 蔚山市と蔚山郡の合併に伴い、旧蔚山郡は蔚山市蔚州区となる。[5]
  - 3月2日 - 農所面が農所邑に昇格。（1邑13面）
- 1996年2月1日（3邑11面）
  - 温山面が温山邑に昇格。
  - 彦陽面が彦陽邑に昇格。

### 蔚州郡(1997年~)
- 1997年7月15日 - 慶尚南道蔚山市蔚州区を蔚山広域市蔚州郡に改編。（2邑10面）
  - 農所邑・江東面を新設の北区に編入。
- 2001年3月1日（4邑8面）
  - 温陽面が温陽邑に昇格。
  - 凡西面が凡西邑に昇格。
- 2002年8月30日 - 南区無去洞の屈火2宅地開発事業地区内のアパート地域[6]が蔚州郡凡西邑屈火里に編入し、蔚州郡凡西邑屈火里の公共施設用地地域[7]が南区無去洞に編入。[8]
- 2017年12月26日 - 郡庁舎が南区玉洞から青良面栗里へ移転。
- 2018年4月1日 - 青良面が青良邑に昇格。（5邑7面）
- 2020年11月1日 - 三南面が三南邑に昇格。（6邑6面）

## 行政

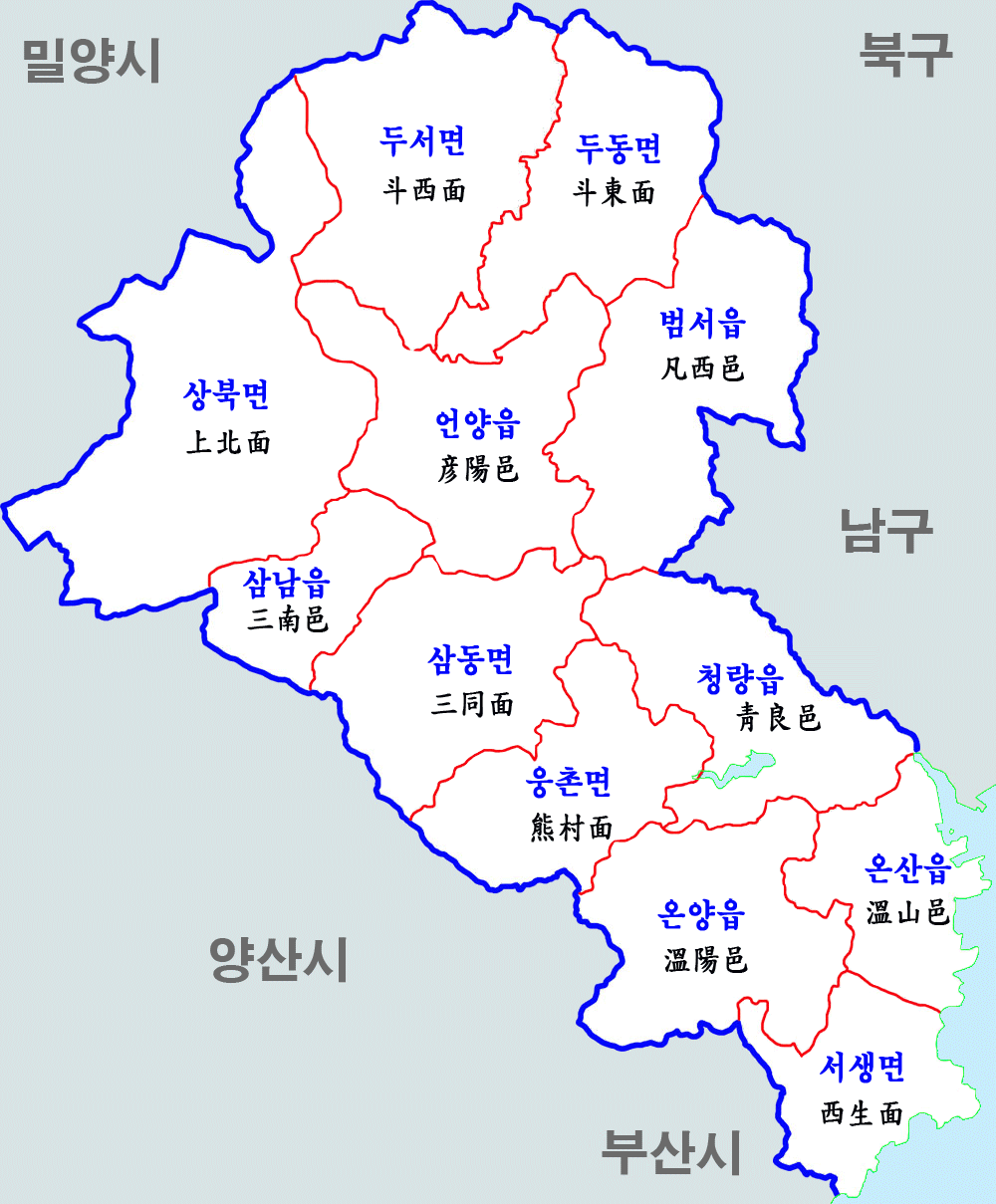
行政区域図

### 行政区域
| 邑・面                     | 法定里 |
| -------------------------- | --- |
| 彦陽邑（オニャンウプ）     | 盤松里、盤泉里、盤谷里、於音里、松台里、平里、茶開里、大谷里、直洞里、東部里、西部里、南部里、盤淵里、台機里、九秀里 |
| 温山邑（オンサヌプ）       | 華山里、三平里、江陽里、牛峰里、唐月里、処容里、山岩里、大亭里、方島里、梨津里、元山里、徳新里、学南里               |
| 温陽邑（オニャンウプ）     | 鉢里、大安里、望陽里、南倉里、東上里、三光里、内光里、外光里、雲化里、高山里                                         |
| 凡西邑（ポムソウプ）       | 泗淵里、川上里、立岩里、屈火里、西沙里、斗山里、九英里、中里、望星里、尺果里                                         |
| 青良邑（チョンニャンウプ） | 徳下里、東川里、上南里、開谷里、中里、文竹里、三亭里、栗里、龍岩里                                                   |
| 三南邑（サムナムプ）       | 校洞里、象川里、新華里、芳基里、加川里                                                                               |
| 西生面（ソセンミョン）     | 新岩里、明山里、羅士里、禾山里、大松里、龍里、西生里、鎮下里、禾亭里、渭陽里                                         |
| 熊村面（ウンチョンミョン） | 椒泉里、石川里、曲泉里、検丹里、銀峴里、古蓮里、大垈里、通川里、大福里                                               |
| 斗東面（トゥドンミョン）   | 万和里、九味里、月坪里、三政里、泥田里、鳳渓里、川前里、銀片里                                                       |
| 斗西面（トゥソミョン）     | 次里、九良里、伏安里、嵋湖里、活川里、内瓦里、銭邑里、仁甫里、西河里                                                 |
| 上北面（サンブンミョン）   | 池内里、楊等里、山前里、吉川里、梨川里、徳峴里、鳴村里、川前里、巨里、弓根亭里、香山里、蘇湖里、登億アルプス里       |
| 三同面（サムドンミョン）   | 芚基里、早日里、出崗里、鵲洞里、宝隠里、荷岑里、金谷里                                                               |

### 警察
- 蔚山蔚州警察署（凡西邑にある）

### 消防
- 温山消防署（温山邑にある）
- 中部消防署
  - 凡西119安全センター
  - 彦陽119安全センター

## 交通

### 鉄道
- 京釜高速線
  - 蔚山駅（三南面新華里）
- 東海線
  - 西生駅 - 南倉駅 - 望陽駅 - 徳下駅
- 温山線
  - 南倉駅 - 温山駅
- 蔚山新港線
  - 望陽駅 - 龍巌駅

### 高速道路
- 京釜高速道路
  - 通度寺インターチェンジ - 西蔚山インターチェンジ - 彦陽ジャンクション - 彦陽サービスエリア
- 蔚山高速道路
  - 彦陽ジャンクション

## 観光
- 盤亀川流域の岩絵群 - 盤亀台岩刻画、川前里刻石
- 西山万戸城
- 西生浦倭城